# Tezze sul Brenta
Tezze sul Brenta ist eine norditalienische Gemeinde (comune) mit 13.012 Einwohnern (Stand 31. Dezember 2023) in der Provinz Vicenza in der Region Venetien.

## Geografie
Die Gemeinde liegt am östlichen Ufer des Brenta etwa 20 km nordöstlich von Vicenza und etwa 9 km südwestlich von Bassano del Grappa. Tezze sul Brenta grenzt unmittelbar an die Provinz Padua. Im Norden liegen Cartigliano und Rosà, im Osten Rossano Veneto, im Süden Cittadella (Padova) und im Westen die Flüsse Brenta und Cartigliano.
Die Kommune liegt auf Schwemmland des Brenta. Daher schwankt die Höhe über dem Meeresspiegel nur geringfügig und liegt zwischen 70 und 72 m. Die tiefste Stelle mit 65 m befindet sich an der Brücke nach Friola, da sich die Landschaft zum Flusstal absenkt.

## Geschichte
Erste Erwähnung fand Tezze, dessen Name auf ein venezianisches Wort zurückgeht, das Scheune (fieno = Heu) bedeutet. Zur Kommune wurde der Ort 1805 durch ein Dekret Napoleons. Vielfach flohen Bauern vor Fehden der Feudalherren und vor marodierender Soldateska in das schwer zugängliche Gebiet, das häufig von Überschwemmungen betroffen war.
1405 kam das Gebiet an die Republik Venedig, und die Siedlung wurde dem Agro Bassanese zugeschlagen. Zur bis dahin vorherrschenden Weidewirtschaft kam der Anbau von Weizen und Wein sowie die Zucht von Seidenraupen. Um 1560 wurde der Mais eingeführt.
An der Straße nach Bigolina errichteten Benediktiner die Kirche Santa Lucia, die erstmals im 12. Jahrhundert genannt wurde. Sie wurde 1540 umgebaut und birgt das Fresko Vergine e santi benedettini von Jacopo Bassano.
Das Ende der Republik im Jahr 1797 und der mehrfache Wechsel zwischen französischer und österreichischer Herrschaft verhinderten zunächst den Aufstieg zu einer eigenständigen Kommune. Der Agro Bassanese wurde 1805 durch ein Dekret Napoleons aufgeteilt und es entstanden die Kommunen Cassola, Rosà und Tezze.
1865 hatte der Ort mit seinen 304 Familien 1580 Einwohner. Von 1870 bis 1876 und von 1887 bis 1892 war Smania Gaetano Bürgermeister (Sindaco), 1926 ernannten die Faschisten erstmals einen Podestà. Seit 2009 hat das Amt des Sindaco Lago Valerio inne.
Von 1974 bis 2003 war das galvanische Unternehmen Tricom im Ort ansässig, das erhebliche Bodenflächen mit Chrom(VI)-oxid verseuchte. Im gleichfalls betroffenen Ort Citadella wurde die Entnahme von Trinkwasser aus den örtlichen Brunnen untersagt.

## Söhne und Töchter
- Adriano Tessarollo (* 1946), katholischer Geistlicher und Bischof von Chioggia